# Paralephana camptocera
Paralephana camptocera là một loài bướm đêm trong họ Noctuidae.